# 乌林答泰欲
乌林答泰欲，女真族，乌林答氏，金朝开国功臣之一。
金太宗天会五年（1127年），在淄州（今山东淄博市淄川区）击败宋将李成。后随军伐南宋，为前锋，击破王善二十万之众，攻克濮州，迫降周边五县，又和拔离速、耶律马五等率军追袭宋高宗至扬州。率军助完颜宗弼攻至江宁，连败宋军。金世宗大定年间，追赠镇国上将军，名列衍庆功臣。